# Wiesbadener Prinzenraub

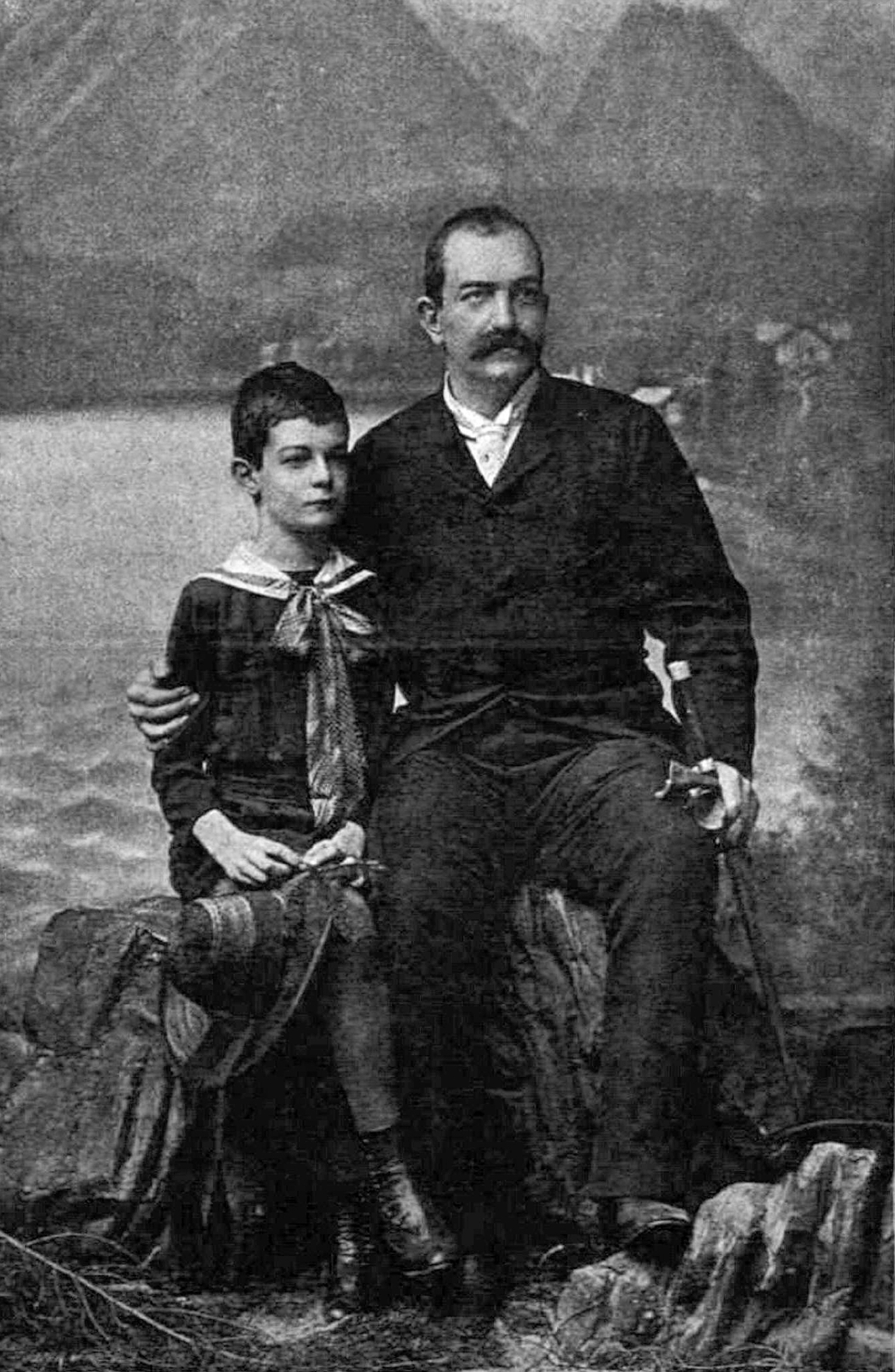
König Milan I. mit seinem Sohn Kronprinz Aleksandar (1888)

Wiesbadener Prinzenraub ist die häufig kolportierte Bezeichnung für die erzwungene Rückreise des Kronprinzen Aleksandar (1876–1903) von Serbien am 13. Juli 1888 von Wiesbaden nach Serbien.

## Trennungsvertrag

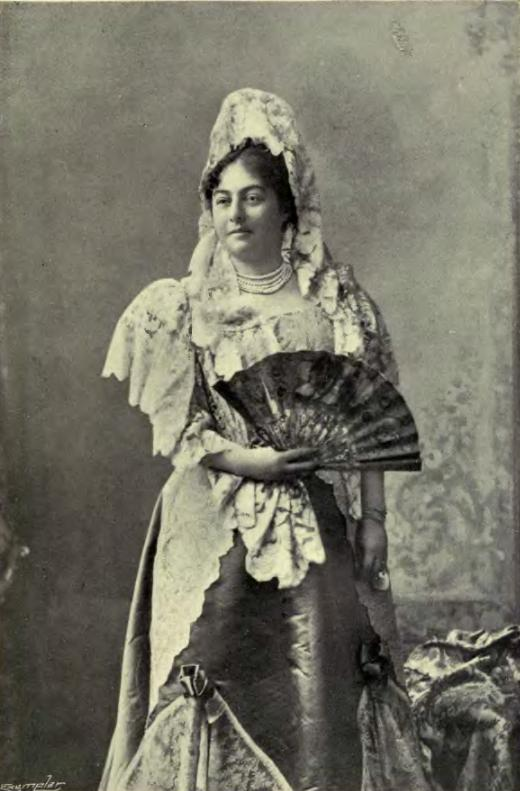
Königin Natalija

Die nach persönlichen und politischen Konflikten getrennt lebenden Majestäten König Milan von Serbien und seine Frau Natalija schlossen am 6. April 1887 in Belgrad einen Vertrag, der festlegte, dass die Erziehung des Kronprinzen von 1887/1888 an in einer gemeinsam ausgewählten Stadt Deutschlands geschehen sollte, die außer günstigen klimatischen Bedingungen auch eine orthodoxe serbische oder russische Kirche besitzen soll. Dies traf auf Wiesbaden zu. Dort gab es auch eine entsprechende russisch-orthodoxe Kirche.
Der Vertrag enthielt weitgehende Zugeständnisse an Königin Natalija in Bezug auf die Erziehung des Kronprinzen. Der Kronprinz sollte sich während der Dauer seiner Erziehung unter der Obhut seiner Mutter befinden, die ihn auch während der Ferien nach Serbien begleiten sollte. Die Anwesenheit der Königin und des Kronprinzen in Belgrad hielt König Milan zu diesem Zeitpunkt wegen möglicher politischer Unruhen nicht für opportun.

## Wiesbaden

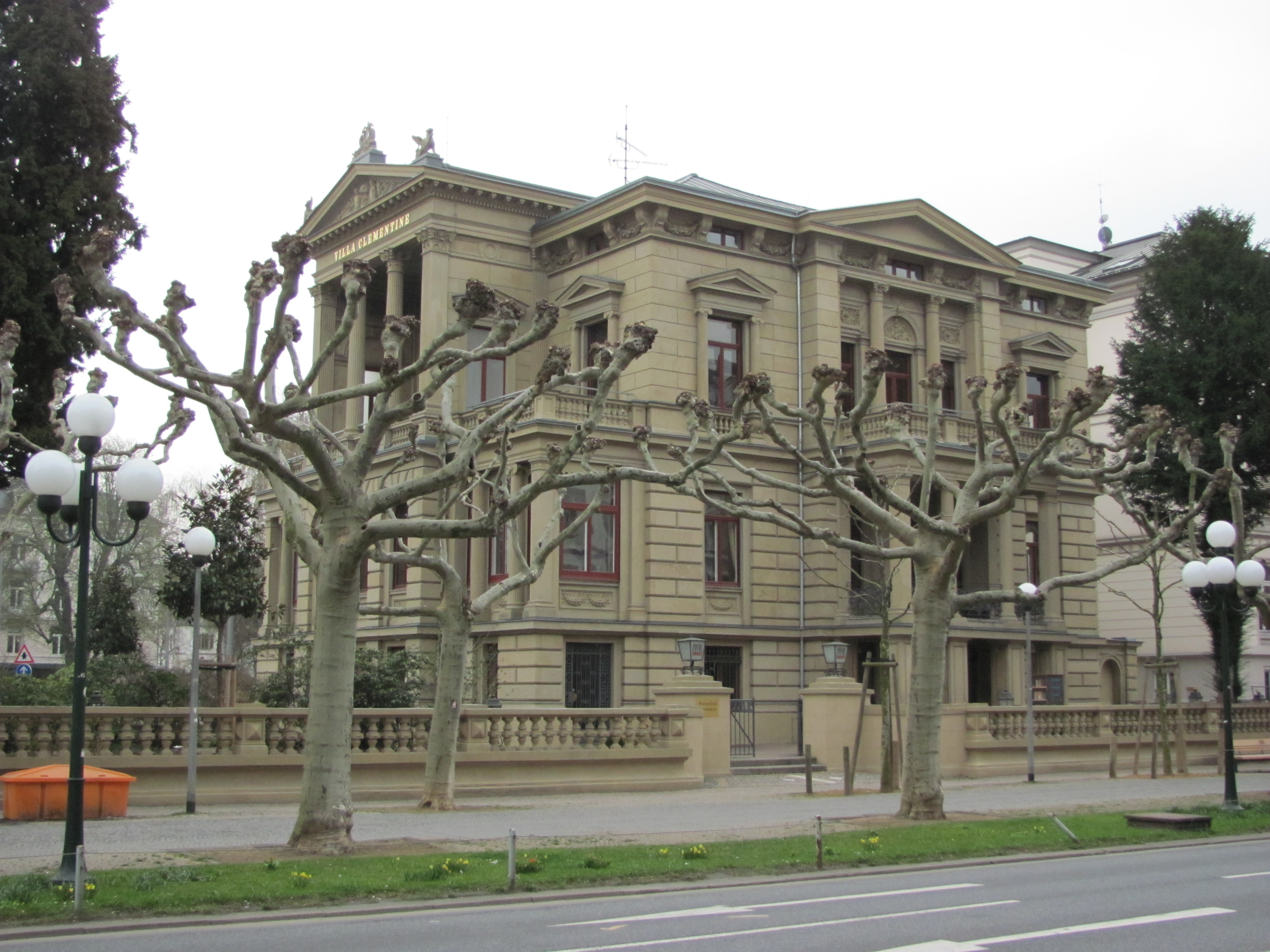
Villa Clementine, Wohnsitz von Kronprinz Aleksandar in Wiesbaden

Am 4. Juni 1888 teilte Königin Natalija ihrem Mann mit, sie habe in Wiesbaden die sehr schöne Villa Clementine gemietet und werde sich hier niederlassen. Kurz darauf teilte ihr König Milan mit, dass er die Ehescheidung bei der Kirche beantragt habe. Als Königin Natalija dieses Ansinnen zurückwies, verlangte König Milan im Gegenzug in einer Depesche vom 14. Juni, Natalija solle ihn als „Gatten und Vater“ anerkennen und dies dadurch beweisen, dass sie den Kronprinzen ohne ihre Begleitung nach Belgrad abreisen lasse.
Die deutsche Regierung sei bereit, den Prinzen nach Serbien zurückzusenden. Wenn Natalija nicht einwillige, werde er seinen Sohn mit Gewalt zurückführen und solle es ihr in den Sinn kommen, mit ihm nach Belgrad zu kommen, werde er ihn ihr mit Gewalt nehmen und die Ehescheidung ausführen.
In einem neuen Vertragsentwurf sollte sich Königin Natalija verpflichten, bis zur Großjährigkeit des Kronprinzen niemals ohne Einladung des Königs nach Serbien zu kommen. Sie solle mit dem Kronprinzen bis zum 1. Januar 1893 in Wiesbaden ansässig bleiben und ihre Residenz nicht ohne schriftliche Zustimmung des Königs ändern. Diesen von Milan bereits unterzeichneten Vertrag wies Natalija jedoch zurück. Viel Bedenkzeit war ihr allerdings nicht geblieben, denn am 20. Juni sandte Milan die „definitive und unwiderrufliche Instruktion“ an den serbischen Kriegsminister General Protić, einen Salonwagen für die Abreise des Kronprinzen zu bestellen. Protić sollte sich am nächsten Tag zu Lothar von Wurmb, Regierungspräsident von Wiesbaden, begeben, um ihn über die Abreise des Prinzen zu informieren und ihn um Beistand für den Fall zu bitten, dass die Königin Widerstand leiste. Milan gewährte ihr ein letztes Ultimatum, in den vorgelegten Vertrag bis sechs Uhr abends des nächsten Tages einzuwilligen, was Königin Natalija aber nach wie vor verweigerte.

## Abreise

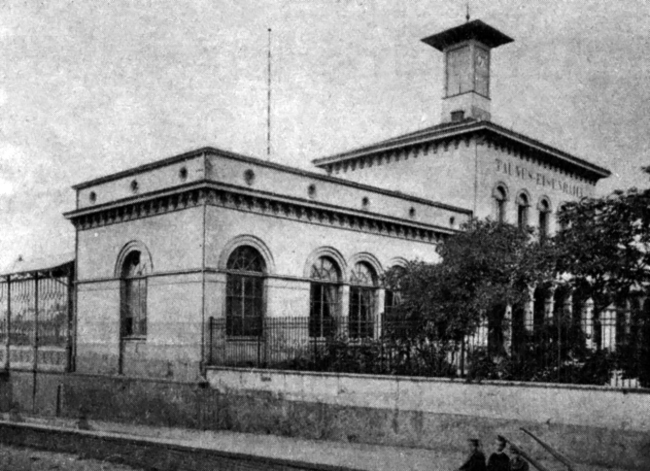
Taunusbahnhof in Wiesbaden, Ausgangspunkt der Rückreise nach Belgrad

Am Vorabend des 13. Juli 1888 begab sich Polizeipräsident Paul von Rheinbaben in die seit Tagen schwer bewachte Villa Clementine, um der Königin mitzuteilen, dass am nächsten Morgen um zehn Uhr der Kronprinz „wenn nötig mit Gewalt …“ abgeholt werde. Sie selbst werde ausgewiesen und hatte zehn Stunden nach der Abreise des Prinzen Deutschland zu verlassen.
Dies hatte König Milan durch eine Intervention bei Kaiser Wilhelm II. und Reichskanzler Otto von Bismarck erreicht, während die Hilferufe der Königin an die regierenden Herrscherhäuser ohne Echo blieben. Kaiser Wilhelm II. bat in einem persönlichen Telegramm, sie möge ihren Widerstand aufgeben und den Kronprinzen gutwillig dem Bevollmächtigten seines Vaters übergeben.
Seit dem frühen Morgen des 13. Juli war die Villa Clementine durch eine Abteilung Schutzleute und von Geheimpolizisten abgeschirmt worden. Kurz vor zehn Uhr begaben sich Major Chiević und Oberstleutnant Bjalović, die von König Milan zu Adjutanten des Kronprinzen bestimmt waren, in die Villa, um sich bei der zwölf Jahre alten königlichen Hoheit zu melden.
Kurz nach zehn Uhr fuhr der Polizeipräsident vor, gefolgt von einem Polizeiinspektor, zwei Kommissaren und zwölf Schutzleuten. Nach kurzer Verhandlung wurde der Prinz dem General Protić übergeben und dann im Wagen zum Taunusbahnhof gebracht. Dort stand ein an einen fahrplanmäßigen Zug angehängter Salonwagen bereit, mit dem der Kronprinz und seine Begleitung nach Belgrad fuhren.

## Politischer Hintergrund
Der politische Hintergrund für das Vorgehen des serbischen Königs wurde erst später deutlich, als er im Februar 1889 überraschend abdankte und seinen minderjährigen Sohn zum König Alexander I. von Serbien proklamieren ließ. Alexander wurden drei Regenten zur Seite gestellt. Erst später wurde ein geheimes Abkommen zwischen Milan und den Regenten bekannt, das dem bis zu seinem Tod 1901 vorwiegend im österreichischen Pustertal lebenden früheren König auch nach seiner Abdankung hinter dem Rücken der Öffentlichkeit und seiner politischen Gegner einen entscheidenden Einfluss auf die serbische Politik sicherte.